# ريان هنتر-راي
ريان هنتر-راي (بالإنجليزية: Ryan Hunter-Reay)‏ مواليد 17 ديسمبر 1980 في دالاس، الولايات المتحدة، هو سائق فورملا 1 أمريكي.

## سباقات شارك فيها
- البطولة الأمريكية لسباق السيارات
- سلسلة إندي كار
- إنديانابوليس 500

## وصلات خارجية
- ريان هنتر-راي على موقع Racing-Reference.info (الإنجليزية)
- ريان هنتر-راي على موقع DriverDB.com (الإنجليزية)

- الموقع%20الرسمي